# Éditions Cent Pages
Cent Pages, est une maison d'édition littéraire basée à Grenoble, fondée en 1987 par Olivier Gadet.

## Présentation
Les éditions Cent Pages publient de la littérature contemporaine aussi bien qu'elles éditent ou rééditent des textes anciens, oubliés ou introuvables. Le catalogue se divise en deux collections : la collection Rouge-gorge et la collection Cosaques. La première est dédiée aux formes du roman tandis que la deuxième se concentre sur l'essai, le pamphlet et le manifeste. 
Le nom « Cent Pages » est une référence directe à la maison d'édition italienne Centopagine dirigée par Italo Calvino entre 1971 et 1985. Outre les choix éditoriaux la singularité des éditions Cent Pages s'exprime via sa ligne graphique résultant d'une collaboration entre le graphiste Philippe Millot et Olivier Gadet.
Les Éditions Cent Pages ont publié des livres de Arthur Bernard, Gilbert Sorrentino, Raymond Cousse, Philippe Poncet, Arthur Cravan, Oscar Panizza, Frans Masereel, Max Frisch, Félix Fénéon, etc.
En 2012, le Centre national des arts plastiques a fait l'acquisition, pour ses collections d'art graphique, de tous les livres publiés par Cent Pages, ainsi que du matériel ayant servi à leur élaboration et au processus de leur fabrication, (dessins, maquettes et essais réalisés par Philippe Millot), ce qui représente 350 documents.